# Osmia gallarum
Osmia gallarum är en biart som beskrevs av Maximilian Spinola 1808. Osmia gallarum ingår i släktet murarbin, och familjen buksamlarbin.

## Underarter
Arten delas in i följande underarter:
- O. g. gallarum
- O. g. lapidistructor